# Zirkólika
Zirkólika és una revista especialitzada en el sector del circ de periodicitat trimestral que s'edita a Barcelona i es distribueix als Països Catalans, Espanya, Europa i Amèrica. El primer número va ser el de juny-agost del 2004.

## Història

### Origen
La publicació de revistes de circ ha anat sempre lligada a les vicissituds artístiques i socials d’aquesta art escènica. D’ençà la desaparició de Circo (editada per Jordi Elias a Barcelona entre el 1956 i el 1962), el buit d’una revista especialitzada havia estat parcialment ocupat per la voluntariosa Repista de Circ, editada amb periodicitat irregular per l’Associació de Circ de Catalunya (ACC) entre 1991 i 1999.
Zirkòlika és una idea inicial dels artistes de circ Mar Rojas i David Marfil «Txupi», posteriorment materialitzada pel periodista Vicent Llorca. Tant el cos de redactors com el de col·laboradors esporàdics ha fluctuat al llarg dels anys i ha combinat persones amb inclinacions periodístiques, periodistes professionals, artistes, crítics i estudiosos de circ i professors universitaris.
En el primer número consten com a redactors Karen Bernal, Anna Llarch i Raquel Sánchez. Entre els posteriors redactors i col·laboradors: Antonio Alcántara, Adolfo Ayuso, Anna Badia, Xavier Barral, Marcel Barrera, Amèlia Bautista, Ramon Bech, Marco Bortoletto, Dani Chicano, Josep Elias, Quim Elias, Lucas Escobedo, Piti Español, Laia Gilabert, Belén Ginart, Joan Ramon Graell, Christian Hamel, Jordi Jané, Javier Jiménez, Bauke Lievens, Víctor López, Montse Majench, Francisco Martín Medrano, Cesc Martínez, Joan Maria Minguet, Neus Molina, Miquel Moreno, Joaquim Noguero, Rafa Peñalver, Ramón Pernas, Davel Puente, Oriol Raventós, Raffaele De Ritis, Adolfo Rossomando, Don Stacey, Carlos Such, Marina Suleymanova, Miquel Valls, Elena Zanzu i Laia Zieger.

### Evolució
Entre els fotògrafs, els més assidus són Jesús Atienza i Manel Sala «Ulls». La direcció ha estat sempre de Vicent Llorca. Pel que fa als caps de redacció, fins al número 9, a l'estiu del 2006, va ser David Marfil «Txupi». Del número 10 fins al 31, que va sortir a l'hivern del 2011, va ser Cesc Martínez. Fins al número 56, la primavera del 2018, el cap de redacció va ser Marcel Barrera.
La primera seu social de Zirkòlika va ser (com la de moltes altres iniciatives i projectes de circ a Catalunya) el barceloní Ateneu Popular 9 Barris. Actualment, Zirkòlika és (amb Ambidextro, editada per l’Asociación de Malabaristas de Madrid) la revista circense de referència a l’Estat espanyol, amb col·laboradors dels Països Catalans, Espanya, França, Bèlgica, el Regne Unit i Itàlia.
El format ha estat sempre DIN A-4 (21 x 29,7 cm), a tot color. Els primers números tiraven 5.000 exemplars i l'edició era majoritàriament en castellà, amb molt pocs articles en català. A partir del número 10 (tardor 2006), Zirkòlika tira dues edicions paral·leles (català i castellà). A inicis del 2018, els tiratges són de 800 exemplars en català i 1.200 en castellà (és la llengua en què s’envia als subscriptors de l’Estat i la resta del món). El 2008, Zirkólika va presentar la versió digital (només en castellà), i actualment els primers quaranta números es poden consultar al web de la revista en format PDF.
A més dels anunciants, la revista compta amb el suport econòmic de la Generalitat de Catalunya i el Ministerio de Educación, Cultura i Deporte.

## Descripció
Amb l’objectiu de «donar a conèixer les arts circenses i contribuir a desenvolupar-les», Zirkòlika atén l’actualitat circense catalana, espanyola i internacional mitjançant notícies, cròniques, reportatges, entrevistes, apunts històrics, agenda d’espectacles, esdeveniments i festivals, fitxes de companyies, reflexió sobre temes artístics, legals i laborals, novetats bibliogràfiques i videogràfiques, etc.
És la principal publicació espanyola sobre circ i un referent que apareix davant la necessitat del mateix sector de disposar d'un mitjà d'informació, comunicació i difusió d'aquesta art escènica. Es tracta d'una revista de divulgació tant per a professionals com per a afeccionats. Disposa d'una versió en paper i d'una de digital, d'accés gratuït al seu web.
S'edita tant en català com en castellà, amb un tiratge d'entre 2.500 i 3.500 exemplars. El principal sistema de venda és per subscripció, però també es pot adquirir en tendes especialitzades en circ i llibreries especialitzades en art i cultura, així com en diverses biblioteques de l'Estat o en esdeveniments, fires i festivals com el Festival de Circ Trapezi de Reus, la Fira de Teatre al Carrer de Tàrrega i la Fira Mediterrània de Manresa, o en festivals internacionals com el Festival de Montecarlo, el Festival Cirque de demain de Paris i la Fira Cinars a Montreal.
Paral·lelament, Zirkólika treballa en la formació d'especialistes en circ, organitzant jornades d'especialització teòriques, incideix en la creació de nous públics duent a terme activitats culturals educatives per escoles i instituts anomenades "Avui, Circ!" i dona suport a la creació, organitzant els Premis de Circ de Catalunya.

## Premis Zirkólika
Zirkólika també organitza, anualment i des de 2010, els Premis Zirkólika de Circ de Catalunya, que tenen l'objectiu de donar reconeixement i notorietat a les accions de circ que es duen a terme a Catalunya. Opten als guardons totes aquelles accions de circ estrenades els darrers dos o tres anys anteriors a l'any de convocatòria, que s'hagin pogut presenciar durant l'any de convocatòria, que hagin estat coproduïdes a Catalunya i que encara estiguin en situació de ser programades.
Els premis es reparteixen en deu categories: carrer, sala, carpa, número de circ, posada en escena, música original, direcció, iniciativa per la projecció, companyia novell i "especial de la gala". En edicions anteriors també existien les categories: espectacle còmic i circ familiar.
El jurat el designen els organitzadors dels premis i està format per persones amb un ampli coneixement del circ a Catalunya i que no poden estar nominades a cap de les categories.